# Patrik, věk 1,5
Patrik, věk 1,5 (v originále Patrik 1,5) je švédský hraný film z roku 2008, který režírovala Ella Lemhagen podle vlastního scénáře. Snímek o snaze homosexuálního páru adoptovat dítě byl v ČR uvedena v roce 2009 na filmovém festivalu Mezipatra, kde získal cenu publika. Snímek měl světovou premiéru na Mezinárodním filmovém festivalu v Torontu dne 6. září 2008.

## Děj

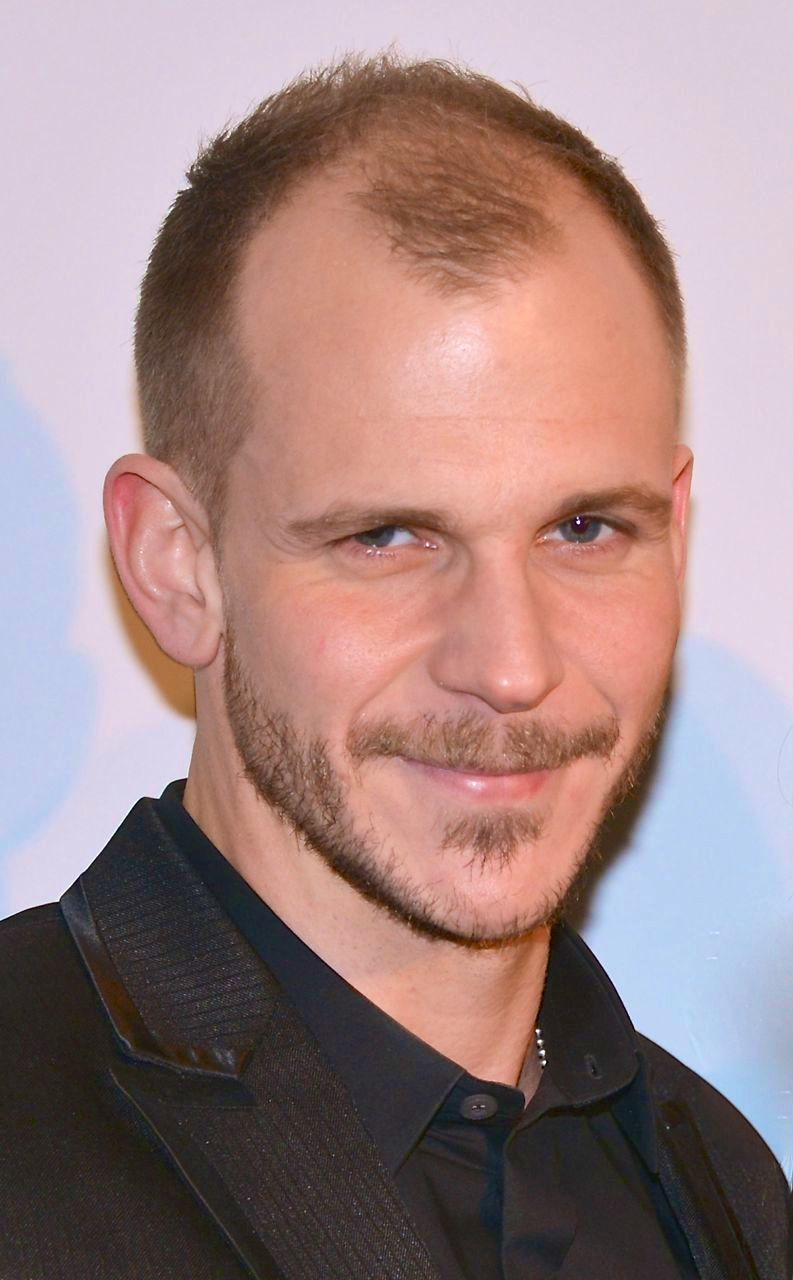
Gustaf Skarsgård – představitel postavy Görana Skogha

Manželé Sven a Göran se přestěhují na předměstí, kde jsou sousedy srdečně přijati. I když jsou oba muži úspěšní v zaměstnání a finančně zajištění (Göran je lékař a Sven pracuje jako manažer), mají pocit, že jim něco v životě chybí – dítě. Podali si proto návrh na adopci a čekají, až se jim ozvou z agentury. Nicméně přestože jsou ženatí, mohou prokázat určitou životní úroveň a adopce stejnopohlavními páry je ve Švédsku legální od roku 2002, adopce ze zahraničí je nemožná a najít švédské dítě je velmi obtížné. 
Když už se téměř vzdají naděje, dostanou vyrozumění, že mají očekávat švédského sirotka Patrika, s čímž bez váhání souhlasí. Bohužel se v byrokracii vyskytla malá chyba, takže Patrik není 1,5 rok staré mimino, ale pubertální výrostek ve věku 15 let. Budoucí rodiče jsou šokováni nejen věkovým rozdílem, ale i Patrikovou kriminální minulostí. Nejprve se domnívají, že došlo k záměně dvou různých Patriků, a žádají o vysvětlení adopční agenturu, která je však ujistí, že náprava bude trvat minimálně týden. 
V následujících dnech je Sven stále rozčilený z Patrikova chování, zatímco Göran se na něm snaží najít lepší stránky. Sven má z předchozího manželství vlastní drzou dospívající dceru Isabell a dalšího adolescenta v blízké přítomnosti nesnese. Patrik sám se dvou mužů bojí, protože věří stereotypu, že každý gay je zároveň pedofil. 
Posléze jsou všichni tři předvoláni do agentury, kde jim sdělí, že došlo k překlepu a postaví je před rozhodnutí: buď Patrik zůstane u mužů, nebo se vrátí zpět do dětského domova. Zatímco Göran nemá srdce vrátit Patrika zpět, Sven se od Görana odstěhuje. Göran souhlasí s tím, že se o Patrika postará do doby, než mu agentura najde vhodnou rodinu. Během následujících dnů objeví v Patrikovi talent pro zahradničení a oba se začnou vzájemně sbližovat.
Po několika týdnech Patrik ztratí zcela své obavy a předsudky. Také Sven se vrátí, protože si uvědomil, že spor kvůli Patrikovi nestojí za zničení vztahu s Göranem. Agentura konečně najde pro Patrika vhodnou rodinu. Pro Patrika si přijede jeho nový otec, ale Patrik se ve zkušební době rozhodne vrátit zpět k mužům.

## Obsazení
| Gustaf Skarsgård | Göran Skoogh  |
| Torkel Petersson | Sven Skoogh   |
| Tom Ljungman     | Patrik        |
| Annika Hallin    | Eva           |
| Amanda Davin     | Isabell       |
| Jacob Ericksson  | Lennart Ljung |
| Anette Sevreus   | Louise Ljung  |
| Mats Blomgren    | Jan Åström    |
| Robin Stegmar    | policista     |

## Ocenění
- nominace na švédskou filmovou cenu Zlatohlávek v kategoriích nejlepší herec v hlavní roli (Gustaf Skarsgård) a nejlepší herec ve vedlejší roli (Torkel Petersson)